# Zavreliella lobata
Zavreliella lobata är en tvåvingeart som beskrevs av Reiss 1990. Zavreliella lobata ingår i släktet Zavreliella och familjen fjädermyggor.
Artens utbredningsområde är Ecuador. Inga underarter finns listade i Catalogue of Life.